# Crocodilosa ovicula
Crocodilosa ovicula är en spindelart som först beskrevs av Tamerlan Thorell 1895. Crocodilosa ovicula ingår i släktet Crocodilosa och familjen vargspindlar.
Artens utbredningsområde är Myanmar. Inga underarter finns listade i Catalogue of Life.